# Ponte de Metrô de Luzhniki
A Ponte de Metrô de Luzhniki (em russo: Лужнецкий метромост), também conhecida como Ponte do Metrô (Метромост), é uma ponte arqueada dupla (em dois níveis) de concreto com uma estrada e uma linha do metrô de Moscou sobre o rio Moskva, em Moscou, na Rússia. A ponte liga o bairro do Estádio Luzhniki à Colina dos Pardais. A ponte abriga a Estação Vorobiovy Gory, a única estação do metrô de Moscou localizada sobre a água. Projetada em 1958 por V.G. Andreyev e N.N. Rudomasin (engenharia estrutural), a ponte se deteriorou rapidamente e foi reconstruída entre 1997 e 2002.

## Anos Iniciais
A ponte foi aberta oficialmente no dia 12 de janeiro de 1959. O comprimento total com rampas é de 1.179 metros, o arco abrange 45-108-45 metros. A plataforma superior tem 25,8 metros de largura e tem seis faixas de tráfego, já na plataforma inferior está alojada a Estação de Metrô Vorobyovy Gory. A ponte foi concluída em 19 meses. Os construtores de pontes utilizaram sal para acelerar a hidratação concreto. Mas em 1959, a ponte foi constatada com proteção contra umidade incompleto e isto causou uma rápida corrosão dos vergalhões e cabos de tensão.

## Decadência
Em 8 de julho de 1959, a água da chuva rompeu a cobertura do salão da estação e inundou as pistas. Nos anos seguintes, pedaços de alumínio e aço começou a cair na plataforma, escondendo processos de corrosão muito piores dentro da estrutura de concreto. Já em 1963, os exames sinalizaram perigo iminente. Em 1983, a ponte tinha perdido 60% de sua capacidade de carga estrutural. Em 1983, a estação foi fechada e entre 1986 e 1987 os trilhos do metrô foram desviados para pontes de caixas de viga de aço temporárias (29 metros à esquerda e 29 metros à direita a partir do eixo da ponte principal).

## Reconstrução
Areconstrução começou com a demolição da plataforma da estação, abrindo acesso aos principais arcos. Os arcos interiores permaneceram de pé; a corda do arco de betão foi substituído com um laço de aço. Uma vez que o arco foi reforçado, em 1999, os construtores demoliram a plataforma da rodovia e as colunas que a carregava. A nova plataforma de concreto foi reaberta para o tráfego de automóveis em 2000. Em agosto de 2001, o tráfego de metrô voltou às pistas principais da ponte e as pontes temporárias foram removidos. A estação de metrô restaurada foi reaberto em 14 de dezembro de 2002.